# 托朗格利耶尔
托朗格利耶尔（法語：Thorens-Glières，法語發音：[tɔʁɑ̃ ɡlijɛʁ]）是法国上萨瓦省的一个旧市镇，位于该省中部，属于阿讷西区。2017年1月1日，托朗格利耶尔与临近的4个市镇合并为新市镇菲利耶尔（Fillière），托朗格利耶尔为新市镇行政中心。

## 地理
托朗格利耶尔（45°59'49"N, 6°14'49"E）面积63.05 平方千米，位于法国奥弗涅-罗讷-阿尔卑斯大区上萨瓦省，该省份为法国东部省份，历史上为薩伏依的一部分，北与瑞士接壤，西接安省，南至萨瓦省，东与瑞士和意大利接壤。
与托朗格利耶尔接壤的市镇（或旧市镇、城区）包括：阿维耶诺、拉巴尔姆德蒂、丹日圣克莱尔、埃维尔、格鲁瓦西、莱索利耶尔、福龙河畔拉罗什。

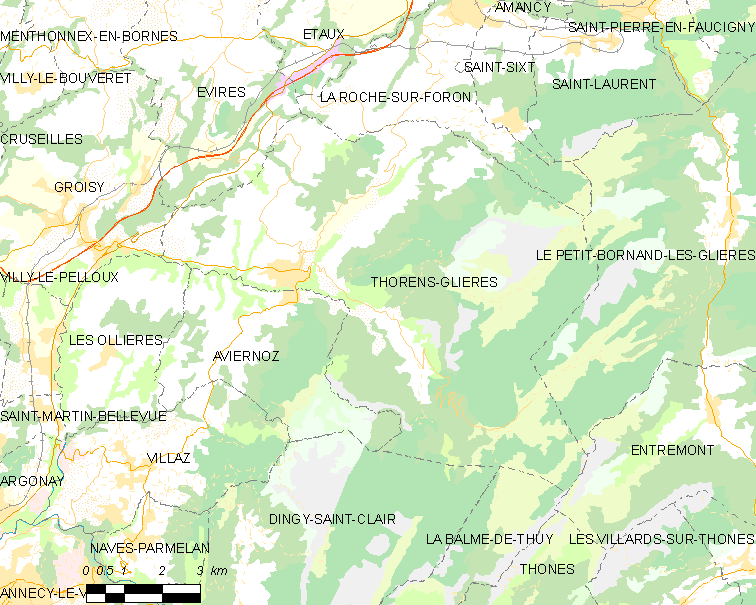
托朗格利耶尔的OSM定位图

托朗格利耶尔的时区为UTC+01:00、UTC+02:00（夏令时）。

## 行政
托朗格利耶尔的邮政编码为74570，INSEE市镇编码为74282。

## 政治
托朗格利耶尔所属的省级选区为阿讷西第三县。

## 人口

1962-2008年间托朗格利耶尔人口变化图示

托朗格利耶尔于2018年1月1日时的人口数量为3223人。